# Капріате-Сан-Джервазіо
Капріате-Сан-Джервазіо (італ. Capriate San Gervasio) — муніципалітет в Італії, у регіоні Ломбардія, провінція Бергамо.
Капріате-Сан-Джервазіо розташоване на відстані близько 480 км на північний захід від Рима, 32 км на північний схід від Мілана, 14 км на південний захід від Бергамо.
Населення — 8006 осіб (2014).

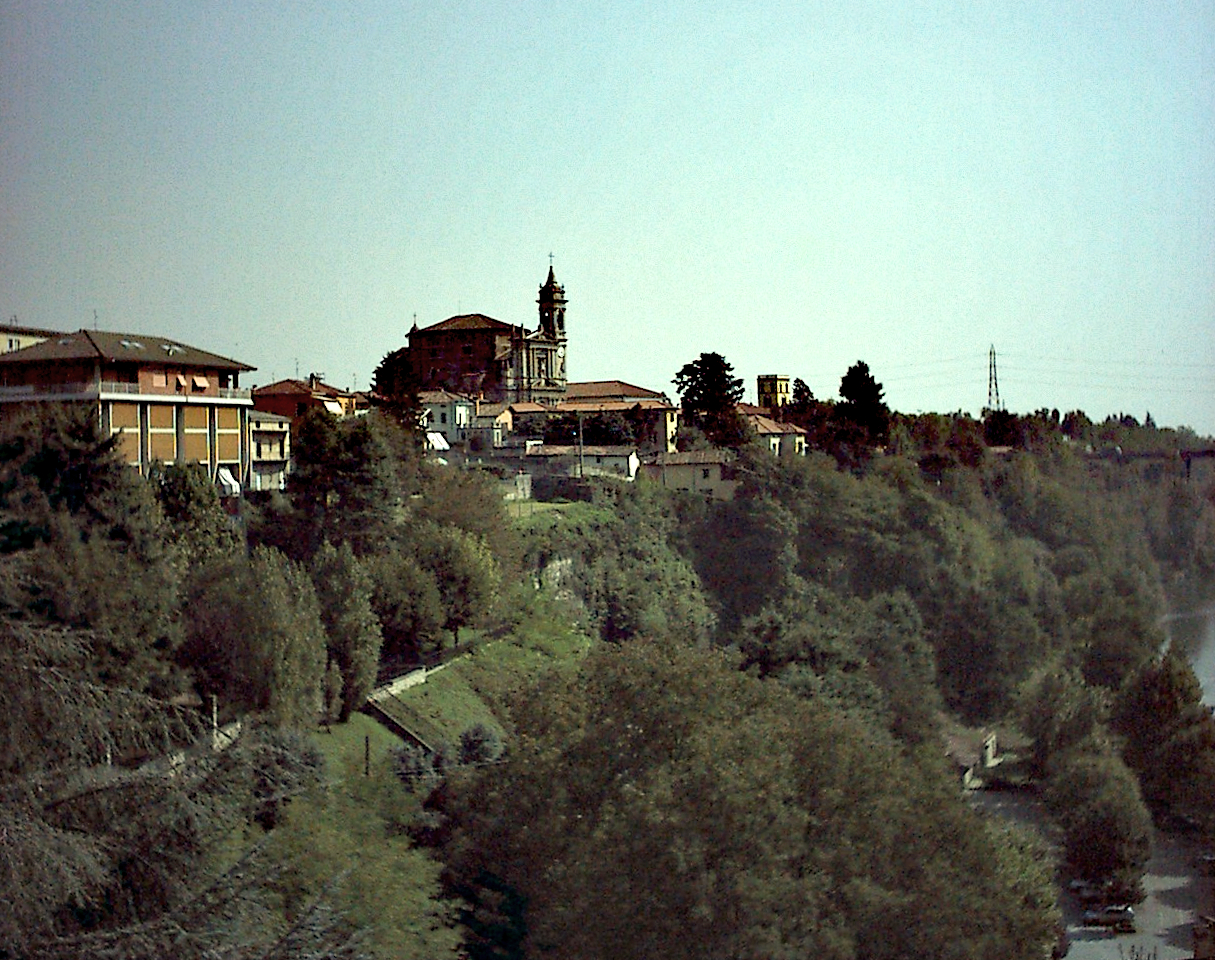

Щорічний фестиваль відбувається 26 серпня. Покровитель — святий Алессандро.

## Демографія
Населення за роками:

Станом на 1 січня 2023 року в муніципалітеті офіційно проживав 1091 іноземець з 58 країн, серед них 332 громадяни країн Євросоюзу та 42 громадяни України.

## Сусідні муніципалітети
- Боттануко
- Брембате
- Каноніка-д'Адда
- Філаго
- Треццо-сулл'Адда
- Вапріо-д'Адда